# Battaglia di Montdidier-Noyon
La battaglia di Montdidier-Noyon si svolse dal 9 al 12 giugno 1918 tra le città di Montdidier e Noyon nella Francia settentrionale, nell'ambito dei più vasti eventi dell'offensiva di primavera della prima guerra mondiale: truppe tedesche della 18. Armee del generale Oskar von Hutier sferrarono un'offensiva (nome in codice "operazione Gneisenau") contro le postazioni francesi attestate davanti Compiègne; nonostante i tedeschi fossero riusciti a distruggere diverse formazioni nemiche e a guadagnare un po' di terreno il loro attacco fu infine bloccato dai contrattacchi francesi, spingendo Hutier a cancellare l'operazione.

## Antefatti
Dopo il successo dell'attacco contro le postazioni britanniche sulla Somme nel marzo-aprile del 1918 (operazione Michael), spettacolare per gli standard del fronte occidentale, il comandante in capo tedesco generale Erich Ludendorff decise di proseguire con la progettata serie di offensive da sferrare una dopo l'altra contro le linee anglo-francesi, onde regalare la vittoria alla Germania prima che l'intervento delle truppe statunitensi, in quei mesi in via di arrivo in Francia, potesse rinsaldare la posizione degli Alleati: dopo un attacco in aprile contro il fronte britannico nelle Fiandre (operazione Georgette), tra la fine di maggio e i primi di giugno i tedeschi colsero un altro importante successo sfondando le linee francesi sull'Aisne (operazione Blücher-Yorck), arrivando fin sulle rive della Marna e sulla via per Parigi.
Anche prima che l'operazione Blücher-Yorck si andasse esaurendo, l'alto comando tedesco stava preparando i piani per una nuova offensiva: visto il buon successo dell'attacco sull'Aisne, Ludendorff decise di portare avanti l'azione contro i francesi a sud invece di preparare, come inizialmente preventivato, con colpo decisivo contro i britannici a nord; la nuova offensiva (operazione Gneisneau, da August Neidhardt von Gneisenau, generale tedesco delle guerre napoleoniche) avrebbe avuto come obiettivo il saliente incentrato sulla cittadina di Compiègne, posto proprio in mezzo tra il terreno guadagnato con l'operazione Michael e quello conquistato con la Blücher-Yorck, con il fine ultimo di liberare la strada diretta per Parigi. L'azione fu affidata alla 18ª Armata del generale Oskar von Hutier, una formazione esperta ma duramente provata dalle precedenti battaglie; i preparativi per l'offensiva e il rischieramento delle riserve tedesche dalle Fiandre al settore dell'Aisne si svolsero con una certa fretta, facendo sì che l'operazione fosse organizzata in modo poco accurato.

## La battaglia
Il 9 giugno 1918 Hutier diede inizio all'offensiva attaccando il lato nord del saliente, lungo il fronte compreso tra le cittadine di Montdidier e Noyon. La difesa del settore era affidata alla 3ª Armata francese del generale Georges Louis Humbert, affiancata sulla destra dalla 10ª Armata del connazionale Charles Mangin; le difese francesi non erano molto solide, ma le rivelazioni di alcuni prigionieri tedeschi catturati nei giorni precedenti e la fretta con cui fu organizzata l'offensiva fecero sì che i difensori fossero preparati a riceverla, predisponendo riserve e artiglieria in profondità nelle retrovie in vista di un contrattacco: anche così, comunque, l'attacco iniziale tedesco colse un certo successo, distruggendo tre divisioni francesi nel corso delle prime ore dell'assalto e guadagnando un po' di terreno lungo un fronte di 21 chilometri sulle rive del fiume Matz.
Le unità della 3ª Armata ripiegarono con ordine, mentre le forze di Mangin muovevano in loro soccorso. L'11 giugno la 10ª Armata francese lanciò il progettato contrattacco: muovendo senza fuoco di artiglieria preliminare, quattro divisioni francesi appoggiate da 150 carri armati colsero completamente di sorpresa i tedeschi avanzanti, bloccandoli sulle posizioni appena conquistate; con le sue forze troppo esauste per riprendere l'offensiva, Hutier cancellò l'operazione Gneisenau il 12 giugno, ponendo fine alla battaglia: i tedeschi avevano guadagnato un po' di terreno, avanzando per una profondità massima di 9 chilometri su un fronte lungo 30 chilometri, ma senza ottenere lo sperato sfondamento. Le perdite ammontarono a circa 30 000 uomini fuori combattimento per i tedeschi e circa 35 000 per i francesi.